# Royaume de Strathclyde
Ve siècle – 1058
Entités précédentes :
- Empire romain d'Occident
(province de Bretagne)

Entités suivantes :
- Royaume d'Écosse

Le Strathclyde (écossais : Strathalcluith, puis Strathcluaide : « au-delà de la Clyde ») est l'un des royaumes brittoniques qui résista aux Anglo-Saxons, aux Pictes, aux Scots et aux Vikings durant le haut Moyen Âge avant d'être réuni au royaume des Pictes et des Scots vers le milieu du XIe siècle.
Sa formation, mal connue, eut lieu durant la période romaine de l'île de Bretagne (avant 410) ; durant la période anglo-saxonne, le Strathclyde eut comme voisins le Dal Riada et le royaume d'Alba au nord, le Gododdin et la Bernicie à l'est, le Rheged du nord et le Galwyddel (Galloway) au sud (de 450 à 600) ; puis, la Cumbria au sud et la Northumbrie à l'est (à partir de 650) avant de se fondre dans l'Écosse médiévale.

## Origines et formation jusqu'auVIIesiècle
À partir du milieu du Ve siècle, l'avancée des Anglo-Saxons sur l'île de Bretagne sépara les Bretons insulaires en plusieurs groupes : la majeure partie d'entre eux se trouva cantonnée dans les terres occidentales correspondant au futur pays de Galles et forma par la suite les « Gallois » de Cymru ; un nombre plus réduit de Bretons fut quant à lui isolé autour de la Clyde et du Forth, au nord du mur d'Hadrien.
Ces derniers avaient constitué deux « royaumes » celtiques, dont un, situé le plus à l'est et nommé « Goutodin » ou « Gododdin » (v. 390 – 425) par les sources les plus anciennes – probablement d'après le nom de la tribu des Votadini – fut intégré à la Northumbrie anglo-saxonne sous le règne d'Ecgfrith, fils d'Oswy († 685).
L'autre royaume, occidental, dont l'historien Nennius rapporte la fondation au Ve siècle, survécut sous le nom écossais de « Strathclyde ». Les rares sources bretonnes sont quasiment muettes sur la période de sa formation.
En réalité, il semble que les territoires qui le composèrent puissent être identifiés dès la période romaine comme un territorium, placé sous l'autorité d'un chef barbare, client de Rome.[réf. nécessaire]
Le premier de ces clients, auquel on peut attribuer le contrôle du futur Strathclyde, gardait l'ouest du mur d'Antonin. Il est connu sous le nom de Ceretic Guletic ou, en latin, Coroticus (v. 400 – † v. 440). Auparavant, la région était placée sous l'autorité des chefs des Damnonii ; ces derniers y avaient supplanté les Catuvellauni (au milieu du IIIe siècle ?) et avaient dû contenir les raids des Irlandais, avant de signer un traité avec Rome, probablement pour la première fois au début du IVe siècle (en 305 ?).
Au début du Ve siècle, la capitale de cette « chefferie » était Alcluith (Dumbarton), établie sur un promontoire surplombant la Clyde : son nom signifie littéralement « la forteresse des Bretons ».
Si l'on ignore tout de la réalité politique exacte dans cette région jusqu'à la fin du VIe siècle, l'Histoire fit ensuite de ce territoire le seul, avec le pays de Galles, qui ne fut jamais conquis par les Angles. En fait, les Bretons du Strathclyde se fondirent avec les Scots et les Pictes qui étaient leurs plus proches voisins.

## Résistance des Bretons du nord:VIIe–Xesiècles
C'est la partie septentrionale d'un autre royaume breton, par ailleurs mieux connu – le Rheged du nord – qui forma ensuite le centre de gravité du Strathclyde, du moins si l'on se réfère à la tradition bretonne d'abord rapportée par Nennius : le plus grand roi de Rheged, Urien Rheged (v. 570 – v. 590), a en effet pu être assimilé au fondateur de la dynastie qui régna sur le Strathclyde au VIIe siècle.
Vers 616 – 632, la partie septentrionale du Rheged du nord, en effet, tomba aux mains du roi des Angles de Bernicie, Edwin, avant de devenir une partie de la Northumbrie à la suite d'une alliance entre la dynastie bretonne de Rheged et la dynastie des Angles.
Cependant, certains des territoires bretons du Rheged du nord demeurèrent hors du pouvoir des Angles et furent alors rattachés aux territoires du Strathclyde : ce dernier royaume gagna ainsi Dumfries, une partie du Galloway picte (le Galwyddel), et une partie de la Cumbria (Cumbria, qui tire son nom du breton Cymri).
Peu après, le Strathclyde dut lutter contre les Scots du Dal Riada (le roi de ces derniers, Domnall Brecc, fut tué lors d'une bataille contre le Strathclyde en 642)
En parallèle, l'expansion des Northumbriens qui s'était poursuivie vers le nord durant la majeure partie du VIIe siècle prit fin avec la mort d'Ecgfrith, en 685, lors de la bataille de Nechtansmere contre les Pictes.
Pour que d'autres informations concernent le royaume de Strathclyde dans les sources, il faut attendre le milieu du VIIIe siècle et l'expansion des Pictes : en 744, en effet, le roi des Pictes Oengus Ier tourna son attention vers le royaume breton. En 750, la bataille de Mocetauc et la victoire du roi Tewdwr de Strathclyde provoqua la mort du frère d'Oengus, Talorcan.
En 756, les Pictes s'attaquèrent à nouveau au Strathclyde, cette fois avec l'aide des Northumbriens : leur armée fut quasiment anéantie à Dumbarton.
Finalement, ayant repoussé ces envahisseurs, le royaume de Strathclyde perdura sans connaître de changements majeurs jusqu'au milieu du IXe siècle.
Après 889, en effet, le roi des Scots, Constantin Ier, accéda au trône, probablement à la suite de manœuvres politiques. Les annales des Gallois (annales cambriae) rapportent que Dumbarton fut pillée à la suite d'un siège de quatre mois par les Vikings, en 870. Le rôle de l'ancienne capitale déclina alors rapidement au profit de Glasgow, tandis que l'influence des Scots grandit et devint prépondérante dans le Strathclyde.

## Formation de l'Écosse médiévale:Xe–milieu duXIesiècle
En 900, le Strathclyde gagna le reste du Galloway, demeuré jusqu'alors une enclave picte, et de la Cumbria : ces dernières régions avaient été pillées par les Vikings. De plus, le royaume fut probablement dirigé directement depuis l'Écosse jusqu'en 908, dans une préfiguration de sa réunion prochaine au royaume des Pictes et des Scots.
Vers 920, Owen Ier de Strathclyde, comme les souverains voisins (Constantin II, roi des Pictes et des Scots, Ealdred Ier de Bernicie et Rognvald, roi viking d'York), dut reconnaître l'autorité du roi d'Angleterre Édouard l'Ancien : ce dernier fut dénommé « père et seigneur ».
Peu après, toutefois, les trois princes rompirent leur allégeance et se tournèrent contre l'Angleterre : La coalition fut vaincue en 937 à la bataille de Brunanburh. Le Strathclyde dut se scinder à ce moment, une partie du sud (de la Cumbria) fut annexée par le roi anglais Æthelstan. Une autre partie forma un royaume indépendant de Cumbria et passa en 945 sous le contrôle du roi des Pictes et des Scots Malcolm Ier d'Écosse. Quant au nord, qui conserva le nom de Strathclyde, il échut à Mael Coluim mac Domnall (975 – v. 997).
Après 1018, Owen le Chauve, dernier roi breton de Strathclyde meurt. Duncan, le petit-fils de Malcolm II, roi des Pictes et des Scots, devient roi de Strathclyde : celui-ci est alors formellement rattaché à l'Écosse, bien qu'il conserve dans un premier temps une autonomie apparente. En 1034, à la mort de son aïeul, Duncan réunit temporairement les deux royaumes, constituant ainsi les bases de l'Écosse médiévale. Dans les années 1040, Siward, comte de Northumbrie, prend pied en Strathclyde, principalement en Cumbria. Il obtient de nombreuses terres autour de Carlisle.
Macbeth prend le pouvoir en Écosse et le fils de Duncan, Malcolm III Canmore, dut se réfugier en Angleterre. Ce n'est qu'aidé par Siward que ce dernier put contre-attaquer. Vainqueur de son rival en 1054, Malcolm créa alors un royaume de Cumbria, avatar du Strathclyde, couvrant le Galloway écossais et le Cumberland anglais.
Après 1058, après la mort de Macbeth, et celle de son successeur Lulach Ier, Malcolm accéda au trône d'Écosse sous le nom de Malcolm III Canmore : il réunit définitivement le Strathclyde à l'Écosse.